# Club de Vela Blanes

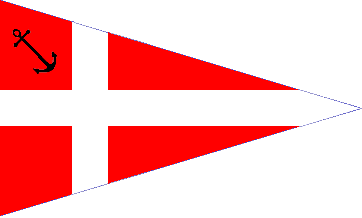
La bandera del CVB es va inspirar en l'escut de la vila de Blanes.

El Club de Vela Blanes (CVB) és un club nàutic de Blanes. Aquest club es va fundar el 13 de març de 1943.
Les seves instal·lacions es troben a l'extrem NE de la platja de Blanes, a llevant de la roca de Sa Palomera, on comença la Costa Brava. El club disposa d'un local social, amb cafeteria i restaurant, i d'una Escola de Vela. També disposa de tallers mecànics per reparar les embarcacions.
Alguns regatistes olímpics són socis d'aquest club nàutic.
El port esportiu del Club de Vela Blanes es troba dins del Port Pesquer de Blanes. Té 320 amarratges per a embarcacions d'eslores entre 6,30 m i 15 m, i d'un calat màxim de 2,50 m. Al port esportiu hi ha un Punt Blau per a la recollida de brossa tòxica.
El Club està distingit amb la Bandera Blava, que reconeix internacionalment la qualitat ambiental i serveis.

## Informació per als navegants
El tram de costa comprés entre Blanes i Lloret de Mar pertany a la zona més meridional de la Costa Brava, la seva característica bellesa comença a fer-se evident a les cales Sant Francesc i Santa Cristina. Les dues són aptes per fondejar, però no es recomana passar-hi la nit. A mar, prop de la costa, emergeix el roc de l'Agulla, un escull que com d'altres, per exemple el de la punta de Santa Anna que es troba interposat a la bocana del port de Blanes per la part nord, s'han de tenir en compte. Tota la zona és rocosa. Com a referències pel navegant, estan la població de Lloret de Mar, amb un ampli passeig marítim que la separa de la platja, una torre vermellosa sobresortint de la vegetació dels jardins de Santa Clotilde, pròxims a la platja de Fenals i al castell de Sant Joan a Blanes. Cap al sud de Blanes, la configuració de la costa experimenta un canvi radical. La delta de La Tordera forma l'inici d'una llarga platja que aglutina una intensa activitat turística. La franja de sorra, d'estimables condicions pels banyistes, transcorre sense interrupció moltes milles cap al sud. La costa de la delta es baixa i en sentit paral·lel el recorren dos bancs de sorra. La poca profunditat provoca que l'onatge s'aixequi amb molta facilitat i que els fondos es remoguin quan entra vent de mar a terra. Quan aquestes condicions es presenten, es convenien allunyar-se de la delta. A l'estiu, els vents dominants són del SW, nomenat Garbí (vent tèrmic, el qual al migdia solar assoleix la seva màxima intensitat, per calmar a la posta del sol). No és convenient apropar-se a la costa en el tram comprés entre la desembocadura de La Tordera i el port de Blanes. El port de Blanes a la vegada és pesquer i esportiu. De fàcil recalada, però un xic perillós amb temporals del S al SE, provocant ressaca a l'interior. Com a punt de referència per abocar a port, està el Castell de Sant Joan.